# Вюрцбургская обсерватория
Вю́рцбургская обсерватория — общественная астрономическая обсерватория, основанная в 1985 году в Вюрцбурге (Бавария, Германия).

## История обсерватории
Обсерватория находится под управлением астрономической любительской ассоциации и располагается на территории школы им. Иоганна Кеплера. Обсерватория представляет собой купол высотой 10 метров и площадку для наблюдений площадью 140 м².

## Инструменты обсерватории
- Телескоп системы Шмидт-Кассегрен (D = 356 мм, F = 3920 мм)
- Рефрактор Цейс (D = 130 мм, F = 1920 мм)
- Радиотелескоп диаметром 3 метра

## Направления работ
- Популяризация астрономии среди населения